# Ashley Lawrence
Ashley Lawrence (Toronto, Ontario, Canadà, 11 de juny de 1995) és una futbolista canadenca que juga al Paris Saint-Germain a la Division 1 Féminine i a la selecció nacional canadenca.

## Carrera

### Universitat
Lawrence va jugar a futbol universitari a la West Virginia University, per als Mountaineers, on va ser cocapitana de l'equip, i va guanyar nombrosos reconeixements.

### Vaughan Azzurri
El juny de 2016, Lawrence va signar amb Vaughan Azzurri de League1 Ontario per tenir ritme de competició abans dels Jocs Olímpics de Rio de 2016.

### París Saint-Germain
Després de graduar-se a la West Virginia University, Lawrence era una candidata molt ben valorat abans del Draft de la NWSL College de 2017. El gener del 2017, Lawrence va signar amb el Paris Saint-Germain a la Division 1 Féminine, amb un contracte que s'allarga fins al 2019. Al desembre de 2018, Lawrence signaria una pròrroga de contracte de diversos anys amb PSG.

## Personal
La seva mare és originària de Yarmouth, Nova Escòcia, mentre que el seu pare és de Jamaica.

## Estadístiques professionals

### Club
A 4 juny 2021
| Club                | Lliga         | Temporada     | Lliga      | Lliga | Copa       | Copa | Continental | Continental | Altres     | Altres | Total      | Total |
| Club                | Lliga         | Temporada     | Aparicions | Gols  | Aparicions | Gols | Aparicions  | Gols        | Aparicions | Gols   | Aparicions | Gols  |
| ------------------- | ------------- | ------------- | ---------- | ----- | ---------- | ---- | ----------- | ----------- | ---------- | ------ | ---------- | ----- |
| París Saint-Germain | D1 Féminine   | 2016-17       | 11         | 1     | 5          | 0    | 5           | 0           | 0          | 0      | 21         | 1     |
| París Saint-Germain | D1 Féminine   | 2017-18       | 21         | 0     | 5          | 0    | 0           | 0           | 0          | 0      | 26         | 0     |
| París Saint-Germain | D1 Féminine   | 2018-19       | 14         | 2     | 2          | 0    | 4           | 0           | 0          | 0      | 20         | 2     |
| París Saint-Germain | D1 Féminine   | 2019-20       | 9          | 3     | 3          | 1    | 5           | 0           | 1          | 0      | 18         | 4     |
| París Saint-Germain | D1 Féminine   | 2020-21       | 20         | 1     | 1          | 0    | 6           | 1           | 0          | 0      | 27         | 2     |
| París Saint-Germain | Total         | Total         | 75         | 7     | 16         | 1    | 20          | 2           | 1          | 0      | 112        | 9     |
| Carrera total       | Carrera total | Carrera total | 75         | 7     | 16         | 1    | 20          | 2           | 1          | 0      | 112        | 9     |

### Internacional
A 9 abril 2021
| Selecció nacional | Any   | Aparicions | Gols |
| ----------------- | ----- | ---------- | ---- |
| Canadà            | 2013  | 7          | 0    |
| Canadà            | 2014  | 4          | 0    |
| Canadà            | 2015  | 15         | 1    |
| Canadà            | 2016  | 20         | 3    |
| Canadà            | 2017  | 10         | 0    |
| Canadà            | 2018  | 12         | 1    |
| Canadà            | 2019  | 15         | 0    |
| Canadà            | 2020  | 8          | 2    |
| Canadà            | 2021  | 1          | 0    |
| Total             | Total | 92         | 7    |

### Gols internacionals
Els marcardors i els resultats indiquen en primer lloc a l'equip canadenc.
| Gol | Data                 | Lloc                            | Adversari                 | Marcador | Resultat | Competició                                                       |
| --- | -------------------- | ------------------------------- | ------------------------- | -------- | -------- | ---------------------------------------------------------------- |
| 1   | 15 de juny de 2015   | Stade Olympique                 | Països Baixos             | 1 –0     | 1–1      | Copa del Món Femenina de la FIFA 2015                            |
| 2   | 11 de febrer de 2016 | BBVA Compass Stadium            | Guyana                    | 2 –0     | 5-0      | Classificació olímpica femenina de la CONCACAF                   |
| 3   | 11 de febrer de 2016 | BBVA Compass Stadium            | Guyana                    | 4 –0     | 5-0      | Classificació olímpica femenina de la CONCACAF                   |
| 4   | 11 de febrer de 2016 | BBVA Compass Stadium            | Guyana                    | 5 –0     | 5-0      | Classificació olímpica femenina de la CONCACAF                   |
| 5   | 7 de març de 2018    | Estádio Municipal da Bela Vista | Japó                      | 2 –0     | 2-0      | Copa Algarve 2018                                                |
| 6   | 29 de gener de 2020  | H-E-B Par                       | Saint Christopher i Nevis | 3 –0     | 11-0     | Campionat de classificació olímpica femenina de la CONCACAF 2020 |
| 7   | 29 de gener de 2020  | H-E-B Par                       | Saint Christopher i Nevis | 9 –0     | 11-0     | Campionat de classificació olímpica femenina de la CONCACAF 2020 |

## Honors

### Club
París Saint-Germain
- Division 1 Féminine: 2020–21[11]
- Coupe de France Féminine: 2017–18
- Subcampió de la Lliga de Campions Femenina: 2016–17

### Selecció
- Jocs Olímpics d'Estiu: medalla de bronze, 2016
- Copa Algarve: 2016, segon classificat: 2017
- Torneig de les quatre nacions: 2015

### Individual
- Jugadora canadenca de l'any sub-17: 2011, 2012
- Campionat de classificació olímpica femenina de la CONCACAF Millor XI: 2016[12]
- Jugadora canadenca de l'any: 2019[13]